# Реви, Орели
Орели Реви (фр. Aurelie Révy, в замужестве Реви-Чапмен, англ. Révy-Chapman; 1879, Капошвар — 30 октября 1957, Торонто) — оперная певица (сопрано) и артистка оперетты венгерского происхождения.
Дебютировала в музыке как скрипачка, затем перешла на занятия вокалом, училась в Будапеште и Лондоне, впервые вышла на сцену в Будапеште в 1897 г. В 1899 г. в труппе венского Карл-театра, где пела, в частности, одну из сестёр в оперетте Андре Мессаже «Малышки Мишу́» (постановка Франца фон Яунера). Затем в венском Театре ан дер Вин, в дальнейшем бо́льшую часть карьеры была связана с Англией, в том числе с лондонским театром Ковент-Гарден. В 1911—1912 гг. в течение одного сезона возглавляла берлинскую Комише опер — став, как утверждалось, первой женщиной во главе какого-либо берлинского театра; Макс Эпштейн отмечал в связи с этим: «Невозможно, чтобы женщина долгое время справлялась с духовно и чувственно запутанной берлинской театральной жизнью, — для этого нужна сильная мужская рука».
Оставила ряд записей, выполненных в 1905—1908 гг., — арии из опер Моцарта, Верди, Мейербера, Оффенбаха, Гуно и др. В 1908 г. вышла замуж за британского офицера Джорджа Александра Чапмена, их сын Фредерик Орель Реви Чапмен — канадский юрист.